# CASA 2.111
A CASA 2.111 egy, a második világháború után gyártott bombázó repülőgép volt, melyet a Construcciones Aeronáuticas SA (CASA) spanyol repülőgéptervező iroda fejlesztett ki, a német He 111 bombázó felhasználásával. Az új repülőgépet 1956-ig gyártották, de az utolsó példányokat csak 1973-ban vonták ki végleg a hadrendből.

## Tervezése
1937-ben, a spanyol polgárháború idején, a Francisco Franco vezette nacionalista erők német He 111B típusú bombázók birtokába jutottak, melyek felkeltették a spanyol hadvezetés érdeklődését. 1940-ben a CASA szerződést kötött a Heinkel Flugzeugwerkével, melyben az vállalta, hogy Sevillában legyárt 200 darabot az újabb He 111 H-16 variánsból. A második világháború előrehaladta miatt azonban a gyártás lassan haladt, míg végül a CASA magára maradva volt kénytelen megoldani a repülők gyártását.
Az első prototípus 1945. május 23-án szállt fel, még a német gyártmányú Jumo 211 hajtóművel, melynek beszerelése azonban a többi repülőgéphez jóformán lehetetlennek bizonyult, így a CASA tervezői két darab brit gyártmányú Rolls-Royce Merlin 500-29 motorral oldották meg a problémát, mely javított a repülőgép hatósugarán az eredeti He 111-éhez képest.

## Alkalmazási története
A repülőgépet 1945 nyarán állították hadrendbe, az évek során több, különböző feladatkörrel ellátott típusváltozata is készült. Harctéri körülmények között azonban a spanyol hadvezetés csak egyszer tudta alkalmazni, az 1957 - 1958 között lezajlott Ifni háborúban, ahol a CASA 2.111 bombázók légitámogató szerepkört láttak el.
A repülőgépek kivonását már az 1960-as évektől megkezdték, az utolsó példányokat már csak csapatszállításra alkalmazták 1973-as kivonásukig. Egy CASA 2.111D repülőgép volt Franco és más spanyol állami vezetők személyi szállító-repülőgépe, de 1977-ben az amerikai Commemorative Air Force-nak ajándékozták őket. Itt az utolsó példány 2003-ig volt repülőképes állapotban, mikor azonban egy gyakorló repülés során lezuhant. A repülőgép mindkét pilótája életét vesztette.

## Típusváltozatok
- CASA 2.111A - közepes bombázó repülőgép, Jumo 2.111 hajtóművel felszerelve
- CASA 2.111B - közepes bombázó repülőgép, Merlin 500 hajtóművel felszerelve
- CASA 2.111C - felderítő bombázó változat, Jumo 2.111 hajtóművel felszerelve
- CASA 2.111D - felderítő bombázó változat, Merlin 500 hajtóművel felszerelve
- CASA 2.111F - kiképző és gyakorló repülőgép
- CASA 2.111TB - 9 fős személyzetet elbíró szállító-repülőgép

## Érdekesség
Az 1969-es Battle of Britain és az 1970-es Patton című filmekben a He 111-es német bombázó repülőgépeket CASA 2.111-esekkel helyettesítették, köszönhetően a két repülőgép közti nagy hasonlóságnak.